# Piano Bar
| Оценки критиков | Оценки критиков |
| Источник        | Оценка          |
| --------------- | --------------- |
| AllMusic        | [ 1 ]           |

Piano Bar (с англ. — «Пиано-бар») — шестой студийный альбом французской певицы Патрисии Каас, выпущенный в 2002 году на лейбле Columbia Records.
Альбом записан преимущественно на английском языке, причём Каас исполняет английские кавер-версии известных французских шлягеров. Альбом пользовался меньшей популярностью на родине певицы во Франции, он хоть и получил золотую сертификацию, всё же продажи были куда скромнее предыдущих релизов. Тем не менее, в Бельгии и Швейцарии альбом смог попасть на шестое место.
Выход пластинки совпал с выходом фильма «А теперь, дамы и господа», в котором Каас сыграла главную роль, именно под впечатлением от съёмок она решила записать данный альбом.

## Список композиций
| №   | Название                                    | Длительность |
| --- | ------------------------------------------- | ------------ |
| 1.  | «My Man»                                    | 3:41         |
| 2.  | «If You Go Away»                            | 4:26         |
| 3.  | «What Now My Love»                          | 3:59         |
| 4.  | «Un homme et une femme»                     | 3:19         |
| 5.  | «The Summer Knows»                          | 3:54         |
| 6.  | «I Wish You Love»                           | 3:59         |
| 7.  | «Yesterday When I Was Young»                | 3:59         |
| 8.  | «Les Moulins De Mon Coeur»                  | 3:44         |
| 9.  | «Autumn Leaves»                             | 4:05         |
| 10. | «Where Do I Begin»                          | 3:45         |
| 11. | «Syracuse»                                  | 3:28         |
| 12. | «La Mer»                                    | 3:50         |
| 13. | «Avec le temps» (Bonus)                     | 2:37         |
| 14. | «If You Go Away» (Remix)                    | 4:15         |
| 15. | «And Now… Ladies And Gentlemen» (Générique) | 3:18         |

## Чарты

### Еженедельные чарты
| Чарт (2002–03)                  | Пиковая позиция |
| ------------------------------- | --------------- |
| Австрия (Ö3 Austria)            | 38              |
| Бельгия/Валлония (Ultratop)     | 6               |
| Франция (SNEP)                  | 10              |
| Германия (Offizielle Top 100)   | 12              |
| Новая Зеландия (RMNZ)           | 35              |
| Швейцария (Schweizer Hitparade) | 6               |

### Годовые чарты
| Чарт (2002)                     | Позиция |
| ------------------------------- | ------- |
| Бельгия/Валлония (Ultratop)     | 36      |
| Франция (SNEP)                  | 60      |
| Швейцария (Schweizer Hitparade) | 60      |

## Сертификации и продажи
| Регион | Сертификация | Продажи |
| --- | ------------ | ------- |
| Франция (SNEP) | Золотой      | 173 900 |
| Швейцария (IFPI Switzerland)                                                                                             | Золотой      | 20 000^ |
| * Данные о продажах приведены только на основе сертификации. ^ Данные о тиражах приведены только на основе сертификации. |              |         |